# أحمد بشتو
أحمد بِشتو (20 سبتمبر 1970 -) هو مذيع مصري في قناة الغد العربي عمل سابقا مقدما للنشرة الاقتصادية في قناة الجزيرة منذ التحاقه بها في 2002 إلى حين إقالته في 2015. والتحق بقناة «الغد العربي».

## وصلات خارجية
- صفحته في موقع الجزيرة